# Vuokko Rehn
Vuokko Kaarin Päivikki Rehn (født Valjakka 24. maj 1938 i Mikkelin maalaiskunta (S:t Michels landskommun), død 13. september 2011 i Mikkeli) var en finsk politiker (centerpartist). Hun var mor til Olli Rehn og hørte til Centerns liberale fløj. Hun var medlem af Finlands rigsdag 1995–1999 og byrådsmedlem i Mikkeli 1993–2010. I kommunalpolitiken var hendes væsentligste indsats perioden som byrådsformand.
Vuokko Rehn aflagde kandidateksamen i humaniora og arbejdede først som engelsk- og svensklærer inden hun gik over til den private sektor, nemlig familiefirmaet Mikkelin Autotarvike, hvor hun arbejdede sammen med sin mand Tauno Rehn. Familien Rehn drev selskabet som solgte bildele frem til år 2006. Vuokko og Tauno Rehn fik to børn. Datteren Sirpa omkom år 1987 i en bilulykke.

## Eksterne links
- Riksdagsmatrikel (finsk)